# Kristen Renton
Kristen Renton, född 14 september 1982 i Denver, Colorado är en amerikansk skådespelare.
Renton har bland annat medverkat i TV-serierna Våra bästa år och Sons of Anarchy. Hon har även medverkat i filmen Into the Devil's Reach.

## Filmografi (i urval)
- 2007–2008 – Våra bästa år (TV-serie)
- 2009–2013 – Sons of Anarchy (TV-serie)
- 2021 – Into the Devil's Reach